# Доркинг (порода кур)

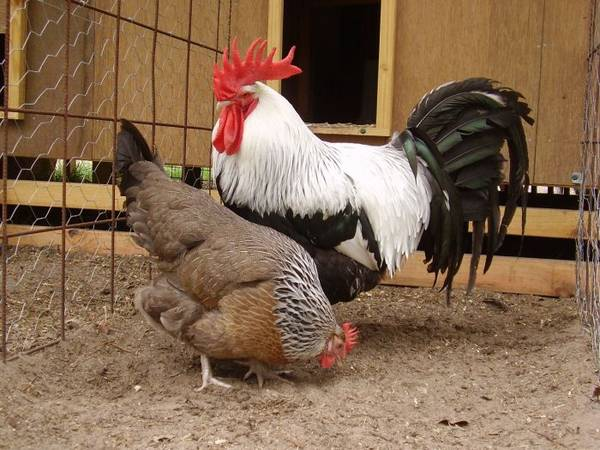

Доркинг — британская порода кур мясо-яичного направления, названая в честь города Доркинг, в графстве Суррей на юге Англии.

## История
Доркинг — одна из старейших британских пород кур. Иногда предполагалось, что доркинги — куры, завезенные в Британию римлянами в I веке н.э., однако неизвестно, привозили ли вообще римляне с собой домашнюю птицу и конкретно пятипалых кур. Римский писатель Колумелла упоминает в своей «Книге земледелия» пятипалых кур более 2000 лет назад как лучший племенной материал: «самыми продуктивными считаются те, у которых пять пальцев».
Скорее же всего, возникли куры в южных графствах на юго-востоке Англии и были названы в честь рыночного городка Доркинг в Суррее, откуда птиц отправляли на рынки Лондона. Это была самая распространённая мясная порода до XX века, когда её вытеснила порода суссекс. Доркинги были впервые показаны на первой выставке домашней птицы в Лондонском зоопарке в 1845 году.
Порода была включена в книгу о птицеводстве «Стандарт передового опыта в выставочном птицеводстве», изданная Уильямом Тегетмайером в 1865 году. В конце XIX века был сформирован Клуб любителей породы доркинг. Примерно к Второй мировой войне он распался. Интерес к породе быстро снизился, и она была близка к исчезновению. С 1930-х по 1960-е годы порода выращивалась лишь несколькими заводчиками, пока клуб не был открыт заново в 1970 году. На данный момент секретарём клуба породы является Виктория Робертс.
Три разновидности окраски — разноцветная, серебристо-серая и белая — были включены в первый стандарт совершенства Американской птицеводческой ассоциации в 1874 году; красная разновидность была добавлена в 1995 году.

## Описание
У доркингов прямоугольное тело с короткими белыми пятипалыми ногами. Куры довольно уязвимы для морозов. Доркинги — мясояичная порода: масса петухов составляет 4,55–6,35 кг, а куры весят от 3,60 до 4,55 кг. Яйценоскость составляет примерно 150 крупных белых яиц в год. Признанных окрасов оперения всего пять: чёрный, белый, пятнистый, серебристо-серый и красновато-коричневый. Серебристо-серый — самый популярный, а самый редкий — белый. У кур хорошо развит инстинкт насиживания, также особям породы необходим свободный выгул. Полное созревание происходит в 2 года. Существует и карликовая разновидность доркингов; куры весят в четыре раза меньше обычных.
Куры очень спокойны, обладают уравновешенным характером. Одной из их самых интересных особенностей является наличие пяти пальцев на ноге. Это самая важная характеристика породы.

## Галерея

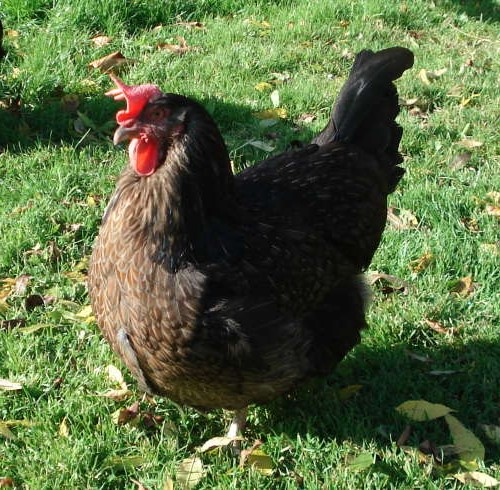
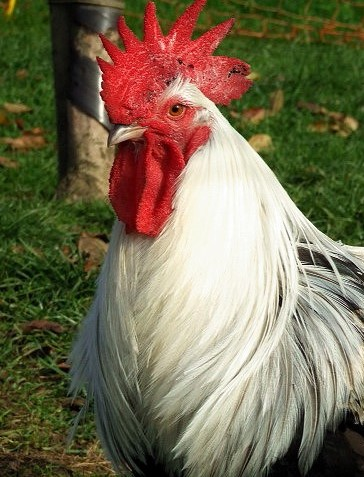
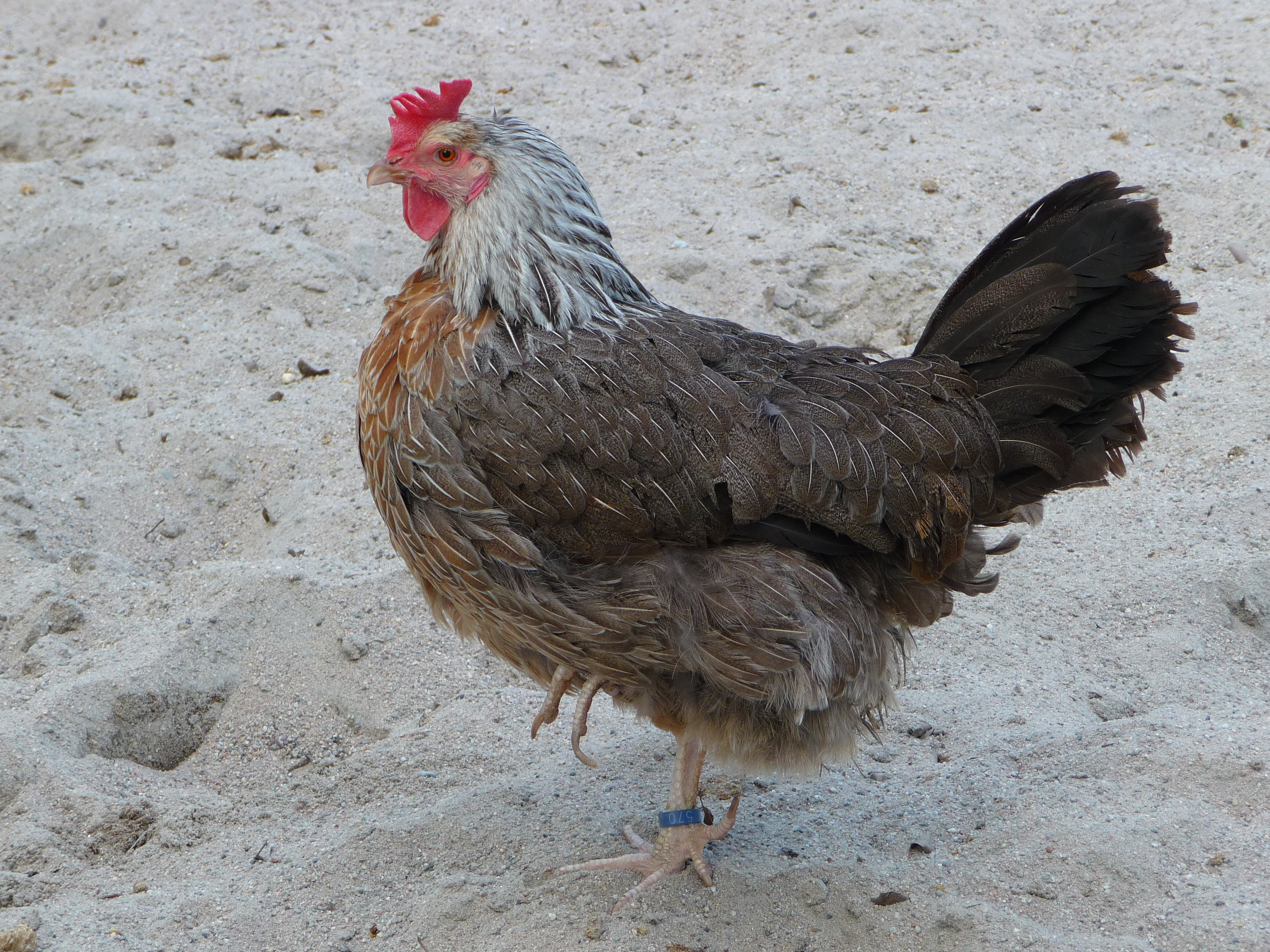